# Normani
Normani (iz Northmen, severnjaki) so bili ljudstvo, ki se je od 8. stoletja dalje iz Skandinavije selilo na jug in se ustavilo v pokrajini današnje Francije, ki se po njih imenuje Normandija. Bili so danski in norveški Vikingi in kot taki predvsem vojščaki in osvojevalci. Kmalu jim je postala Normandija premajhna. Najbolj smeli in pustolovski Normani so se odpravili odkrivat nove dežele, najbojevitejši so se spravili nad sosede: leta 1066 so zasedli del Anglije in leta 1130 so že kraljevali na samem evropskem jugu, Siciliji.
Kakor drugi Germani so Normani živeli v manjših plemenih. Bili so pastirji, poljedelci in spretni trgovci, pozneje morski roparji. Imeli so odlične manjše ladje, ki so jih znali ob potrebi združiti v nepremagljivo enoto. Za poglavarja so volili enostavno najmočnejšega in najspretnejšega vojščaka, ki pa ni užival posebnih prednosti. To se je poznalo predvsem pri delitvi plena, ko je bil enakopraven drugim.

## Vzhodna veja
V začetku 9. stoletja so se nekatera normanska plemena (Ros, Varjagi) podala na vzhod po ozemlju današnje Rusije in se pomešala med slovanska plemena. Bili so med prvimi prebivalci Novgoroda in Kijeva, a spustili so se tudi vzdolž Dnepra do Črnega morja in leta 886 so dosegli Bizanc. O teh normanskih plemenih poslej ni več podatkov, ker so se na svoji dolgi poti asimilirali najprej s Slovani, nato pa dokončno z Bizantinci.

## Severna veja
Prav tako v 9. stoletju so se nekatere skupine Normanov podale na današnjo Irsko, kjer so zgradile več pristanov in oporišč za svoje ladjevje. Tudi sam Dublin je nastal v tisti dobi. Iz teh krajev so Normani leta 874 dosegli Islandijo, leta 986 Grenlandijo in okoli leta 1000 celo današnji Labrador. Nekateri od teh izrednih mornarjev so se na najsevernejši točki tega potovanja obrnili proti vzhodu, obšli severni pol in pristali na obalah Belega morja.

## Na Francoskem
Normanski morski roparji so večkrat speljali svoje gibčno ladjevje na rečne izlive in nato po rekah naprej v notranjost dežele. Tako so leta 845 in 856 dosegli celo Pariz. Leta 886 so Normani spet prišli globoko v notranjost in Karel Široki je moral ne samo plačati visoko odkupnino ali danegeld, ampak tudi dovoliti oropanje Burgundije. Leta 911 je Karel III. Preprosti moral sprejeti dejansko stanje: podelil je Normanom vse ozemlje, ki so ga bili zasedli ob spodnjem toku reke Sene. To je postala tako imenovana Kneževina Normandija, ki se je pozneje razširila s pridobitvijo drugih ozemelj. Tu so Normani sprejeli katoliško vero in fevdalno ureditev dežele ter, vsaj formalno, francoski jezik in kulturo, a njihov bojeviti značaj se še dolgo ni umiril.

## Na Angleškem
Britanski otoki so bili cilj normanskih vdorov vse od 8. stoletja, včasih za ropanje, drugič samo za trgovske posle. A tudi Danci so imeli namen zasesti to deželo in končno jim je to tudi uspelo: leta 1013 je danski kralj Knut Veliki združil Anglijo z Norveško. A že njegovemu sinu jo je saški kralj Edvard Spoznavalec odvzel, pri čemer so mu pomagali zavezniki in sorodniki Normani. Ko je kralj leta 1066 umrl brez nasledstva, se je normandijski knez Viljem, sin njegovega bratranca, potegnil za prestol. Moral si ga je sicer priboriti z bitko pri Hastingsu, a postal je kralj Viljem Osvajalec. 
To je bil eden največjih preobratov v angleški zgodovini. Viljem je popolnoma spremenil dotedanji ustroj dežele. Odstranil je vse lokalno plemstvo od oblasti in postavil na odgovorna mesta normanske izvedence. Državne službe je plačeval z dodelitvijo fevdalnih pravic in s tem uvedel na otoke francosko fevdalno ureditev. V dvajsetih letih njegovega vladanja je bilo na ozemlju sezidanih okoli 80 gradov. V kratkem se je normanska nadoblast razširila na Wales, Škotsko, Ferske otoke, Islandijo. Evropski način življenja se je pozneje še bolj utrdil s prihodom Plantagenetov, ki so vladali tudi v Normandiji in so leta 1153 zasedli angleški prestol.

## V južni Italiji
Kakor so severnjaki v 8. stoletju odhajali na jug iskat rodovitnejše zemlje in lažje preživetje, tako so morali tudi po kakšnem stoletju spet zapustiti svoje domove v Normandiji, ki je postala prenaseljena. Zaradi strogega fevdalnega reda, ki je vladal tudi v Normandiji, so samo sinovi prvorojenci lahko dedovali posestva, drugi sinovi pa so morali zdoma in so se večinoma preživljali kot poklicni bojevniki. Tako je veliko Normanov odšlo v južno Italijo, kjer so se z lahkoto zaposlili kot najemniški vojaki, saj je bil ves polotok v stalnem boju in prepiru. Eden za drugim so si Normani v eni ali drugi bitki priborili slavo, zemljo in plemiški naslov. Premagali so Bizantince in pregnali Arabce s Sicilije. V enem samem stoletju so si pridobili oblast nad vso južno Italijo, Sicilijo, delom Balkana, Malto in manjšimi otoki. Rogerij II., ki se je dal leta 1130 kronati za kralja Sicilije, je vse normanske posesti v Sredozemlju združil pod svojo krono. Njegov sin in naslednik, Viljem I., se je moral spopasti s papeškimi četami, a jih je zlahka premagal in dosegel dolgotrajen mir, ki je prinesel državi obdobje blaginje in kulturne rasti. 
Zaradi pomanjkanja moških potomcev je normanska kraljevina nehala obstajati leta 1198, ko je bila s poroko Kostance Sicilske in Henrika VI. (Sveto rimsko cesarstvo) vključena v Sveto rimsko cesarstvo.

## Fevdalna administracija
Normanska država je bila fevdalna monarhija, v kateri je bila kraljeva oblast dovolj močna, da je preprečila strankarstvo in politično razdrobljenost. Nasprotno je Normanom celo uspelo, da so združili v strjeno enoto vsa številna ljudstva v kraljestvu. Tako so na primer Sicilijo odvzeli Arabcem in njihovemu vplivu ter jo tako dokončno vrnili v območje latinske kulture, s čimer so jo tudi povezali s preostalo južno Italijo v ideološko enoto, ki je kljubovala vsem poznejšim političnim pritiskom.
To so Normani dosegli z načinom upravljanja, ki je upošteval notranje potrebe mest in fevdov ter se istočasno zavzemal za enovito rast kraljestva. Vlado so sestavljali poleg kralja fideles, ki so bili državni uradniki vseh vrst, od administracije do sodstva. Strogo določena birokratska ureditev je predvidevala v samem vrhu vlade tudi predstavnike vseh pokrajin kraljevine. Posebni odsek vlade se je ukvarjal s financami, pri čemer so bile ločene centralne posesti (Sicilija in del Kalabrije) od drugih. Oblast in odgovornost sta se potem porazdelili v manjše deželne in nato teritorialne enote, a vedno v  skladu s fevdalnimi načeli. Prav fevdalizem v administraciji je dovolil istočasno skrb za lokalne potrebe in strjenost celotne države. Za tedanje pojme, pa tudi za današnje razumevanje, je bil normanski način uprave izredno praktičen in pravičen.
Žal je prav fevdalni način mišljenja privedel tudi do tega, da je v totalitarizmu Svetega rimskega cesarstva izginila ne samo odlično urejena kraljevina, pač pa tudi vsaka sled Normanov, sredozemskih Vikingov.